# ジャン＝フランソワ＝ニコラ・ド・ベット (第3代レーデ侯爵)
第3代レーデ侯爵ジャン＝フランソワ＝ニコラ・ド・ベット（フランス語: Jean-François-Nicolas de Bette, 3e marquis de Lède、1672年12月6日 レーデ - 1725年1月11日 マドリード）は、スペイン領ネーデルラント出身の軍人。スペインのグランデに叙され、シチリア副王を務めたほか、四国同盟戦争に参戦したことで知られる。

## 生涯

### スペイン継承戦争
レーデ城で生まれた。早くから軍人の道を歩み、歩兵総監（inspecteur général de l’infanterie）に昇進した。スペイン王カルロス2世が遺言でフランス王国のアンジュー公フィリップ（後のスペイン王フェリペ5世）を後継者に指名したときはそれを支持した。1703年のエケレンの戦いと1706年のラミイの戦いに参戦した後、フェリペ5世と合流、1714年にマヨルカ島に遠征した。

### 四国同盟戦争
1717年、レーデ侯爵は軍勢3万を率いてシチリア島に遠征、占領に成功した。このとき、シチリア島はフェリペ5世のほか、神聖ローマ皇帝カール6世、サヴォイア公兼シチリア王ヴィットーリオ・アメデーオ2世が請求していたため、シチリア島にはレーデ侯爵率いるスペイン軍、クロード・フロリモン・ド・メルシー伯爵率いるハプスブルク軍、アンニバレ・マッフェイ伯爵率いるサヴォイア軍が同時に存在することとなった。レーデ侯爵はワロン人衛兵の助力も借りて、カステッロ・ア・マレ、メッシーナなどを相次いで占領した後、1719年のフランカヴィッラの戦いでハプスブルク軍を撃破した。レーデ侯爵はその後も善戦したが、結局1720年のハーグ条約でシチリア王国がカール6世に帰属し、その死後はスペイン王が継承すると定められた。

### 晩年
戦後、レーデ侯爵は帰国したものの、すぐにフェリペ5世によって北アフリカに派遣され、長年続いてきたセウタ包囲戦を戦い、モロッコ軍を完全に駆逐した。マドリードに帰還した後、レーデ侯爵はこの功績によりスペイン最高戦争会議の議長に任命された。1725年、マドリードで死去した。